# Пайнгерст (округ Монтгомері, Техас)
Пайнгерст (англ. Pinehurst) — переписна місцевість (CDP) в США, в окрузі Монтгомері штату Техас. Населення — 5195 осіб (2020).

## Географія
Пайнгерст розташований за координатами 30°11′19″ пн. ш. 95°42′13″ зх. д. / 30.18861° пн. ш. 95.70361° зх. д. (30.188607, -95.703538).  За даними Бюро перепису населення США в 2010 році переписна місцевість мала площу 20,56 км², з яких 20,49 км² — суходіл та 0,08 км² — водойми.

## Демографія
Згідно з переписом 2010 року, у переписній місцевості мешкали 4624 особи в 1542 домогосподарствах у складі 1208 родин. Густота населення становила 225 осіб/км².  Було 1685 помешкань (82/км²).
Расовий склад населення:
| - 81,5 % — білих - 1,5 % — корінних американців - 1,4 % — чорних або афроамериканців - 0,2 % — азіатів - 12,9 % — осіб інших рас |

До двох чи більше рас належало 2,4 %. Частка іспаномовних становила 29,8 % від усіх жителів.
За віковим діапазоном населення розподілялося таким чином: 27,6 % — особи молодші 18 років, 62,0 % — особи у віці 18—64 років, 10,4 % — особи у віці 65 років та старші. Медіана віку мешканця становила 36,9 року. На 100 осіб жіночої статі у переписній місцевості припадало 101,7 чоловіків;  на 100 жінок у віці від 18 років та старших — 99,5 чоловіків також старших 18 років.
Середній дохід на одне домашнє господарство  становив 61 803 долари США (медіана — 46 690), а середній дохід на одну сім'ю — 66 811 долар (медіана — 51 817). Медіана доходів становила 42 151 долар для чоловіків та 22 560 доларів для жінок. За межею бідності перебувало 30,5 % осіб, у тому числі 51,9 % дітей у віці до 18 років та 0,0 % осіб у віці 65 років та старших.
Цивільне працевлаштоване населення становило 2016 осіб. Основні галузі зайнятості: освіта, охорона здоров'я та соціальна допомога — 21,7 %, виробництво — 16,5 %, роздрібна торгівля — 11,1 %, транспорт — 10,1 %.